# Яловенский район
Ялове́нский район (рум. Raionul Ialoveni, Район Яловень) — административно-территориальная единица Республики Молдова.

## История
Район образован 25 марта 1977 года под названием Кутузовский район, центр — пгт Кутузов. В состав района примерно в равных пропорциях вошли территории Котовского, Новоаненского и Страшенского районов, что составляет примерно по половине территорий изначально образованных Котовского и Кишинёвского районов.
В 1991 году вслед за возвращением исторического названия районному центру, район переименовывается в Яловенский.
С 1999 года по 2002 год, в рамках проводимой административной реформы, район являлся частью Кишинёвского уезда. После упразднения уездного деления, район вновь стал самостоятельной административной единицей.

## Население
|         | 2003 год | 2004 год | 2005 год | 2006 год |
| ------- | -------- | -------- | -------- | -------- |
| Яловены | 13 600   | 13 600   | 15 100   | 15 100   |
| сёла    | 81 300   | 81 300   | 82 700   | 82 700   |
| Всего:  | 94 900   | 94 900   | 97 800   | 97 800   |

## Достопримечательности
- Костешты — городище трипольской культуры возле одноимённого села.

## Палеогенетика
У представителя трипольской культуры I20069 из Dănceni (3323—2935 calBCE, Dănceni II Ground Burial Grave 301, Молдавия) определили Y-хромосомную гаплогруппу I2a-M223>CTS10057>L701>Y5606>L699 и митохондриальную гаплогруппу H.

## Известные уроженцы
- Гросу, Георгий Степанович (Митрополит Гурий; 1877-1943) — епископ Румынской православной церкви, бессарабский религиозный и политический деятель.
- Калмык, Октавиан Захарьевич (род. 1974) — молдавский государственный и политический деятель. Министр экономики Республики Молдова с 20 января 2016 по 21 декабря 2017 года.
- Бабук, Моника Николаевна (род. 1964) — молдавский политический и государственный деятель, историк. Министр культуры Республики Молдова в четырёх последовательных кабинетах (Лянкэ, Габурич, Стрелец и Филип) с 2013 по 2019 год.
- Петрашку, Валентина Григорьевна (род. 1943) — советский передовик сельского хозяйства, Герой Социалистического Труда (1973).
- Степанюк, Виктор Фёдорович (род. 1958) — молдавский политик, председатель Народно-социалистической партии Молдовы.
- Суручану, Ион Андреевич (род. 1949) — молдавский певец, заслуженный артист Молдавской ССР (1985), народный артист Молдавской ССР (1990).

## Галерея
- Лес
- Озёра